# ホセ・カナレハス
ホセ・カナレハスはスペインの助演男優。
1960年代から70年代にかけてマカロニウエスタンに数多く脇役として出演した。『続荒野の用心棒』(1966)をはじめとするセルジオ・コルブッチ監督作ではメキシコ人野盗などの端役で出演していた。『西部の無頼人』(1967/未公開)では主人公の妹を殺す犯人一味。他には『夕陽のガンマン』 (1965)、『情無用のならず者』(1967)ほか多数。